# Max von Pohl
Max von Pohl (* 1842 in Bolatitz, Landkreis Ratibor#Gemeinden, Provinz Schlesien; † 7. Mai 1905 in Schweidnitz, Landkreis Schweidnitz, Provinz Schlesien) war ein deutscher Verwaltungsjurist.

## Leben
Pohl studierte an der Universität Breslau und der Rheinischen Friedrich-Wilhelms-Universität Bonn Rechtswissenschaft. Er wurde im Corps Silesia Breslau (1861) und im Corps Guestphalia Bonn (1862) recipiert. Ab 1870 war er Landrat des Kreises Ratibor, ab 1889 mit dem Titel als Geheimer Regierungsrat. Im April 1900 wurde er Regierungspräsident im Regierungsbezirk Oppeln; er erlitt aber schon im folgenden Monat einen Schlaganfall, nach dem er seinen Abschied einreichen musste. Er trat im November 1900 in den Ruhestand und lebte seither in Schweidnitz.
Die Städte Hultschin und Ratibor ernannten ihn zum Ehrenbürger.